# 嘉門達夫・ファミリーギャングの裏ナリ天!
『嘉門達夫・ファミリーギャングの裏ナリ天!』（かもんたつお・ファミリーギャングのうらナリてん）は、2007年1月11日から同年4月26日までGyaOのインターネットテレビ枠『GyaOジョッキー』で放送されていた音楽バラエティ番組である。嘉門タツオ（旧名・嘉門達夫）とファミリーギャングがパーソナリティを務めていた番組で、毎週木曜 22時00分 - 23時00分に生放送されていた（放送第4回のみ翌日0時00分までの2時間生放送）。全15回。
この項目では、2006年11月16日から同じ時間帯に放送されていた前身番組『嘉門達夫の万能塾〜裏ナリ天〜』（かもんたつおのばんのうじゅく うらナリてん）についても触れる。

## 概要
『嘉門達夫の万能塾』の終了から半年後の2006年11月、番組は放送局をキャステラから『嘉門達夫のナリキン投稿天国』の配信局であるGyaOへと移し、番組自体の内容も変えた上で再開された。当初は『嘉門達夫の万能塾〜裏ナリ天〜』と題して放送されていたが、月曜22時から放送されていた『ファミリーギャングはファミギャンなんです!』を合併したのを機にタイトルを変更した。

### 嘉門達夫の万能塾〜裏ナリ天〜
『ファミリーギャングはファミギャンなんです!』を合併する前まで放送されていた嘉門のトーク番組で、『万能塾』の後継番組であると同時に『ナリキン投稿天国』の裏バージョンとして放送されていた。
番組は、『ナリキン投稿天国』へ送られた視聴者のネタ（チャルメラ、イヤーン、おじいちゃん等）の採用不採用の過程を見せていた。また、嘉門がチャットもしくはメールで送られてきた視聴者からの質問に答えたり、曲のリクエストに応じたりしていた。

### 嘉門達夫・ファミリーギャングの裏ナリ天!
改題後も同様に、『ナリキン投稿天国』の裏バージョンとして放送されていた。
放送第2回までは、嘉門とファミリーギャングが視聴者からあるあるネタを募集し、その中から選んだネタを基にコミックソングを1曲作る企画をメインに据えていた。そのため、当時は嘉門たちが1時間ずっと曲作りの作業をしているところが放送されていた。ネタの募集は、番組と連動しているチャットと嘉門宛のメールを通じて行われていた。嘉門がリアルタイムでチャットに書き込まれるネタに目を通している間、横でファミリーギャングが持ち歌を歌っていた。ちなみに、嘉門は視聴者からリクエストされた曲を歌っていたが、嘉門へのリクエストはライブで歌わないような曲やレコーディング以外では歌わないような曲などマニアックなものが多かった。
しかし、さすがに1時間で曲を作るのは難しかったのか（一応2回とも曲はできていた）、第3回からは番組中に曲をだいたいの形にするだけに留め、次週の生放送までに嘉門とファミリーギャングが曲の煮詰めと演奏の練習をし、番組の頭でそれを発表するという形になった。そのため、当該回からは4人によるフリートークも増えていった。たまに嘉門たちが次回のお題を言い忘れることがあった。